# Eszenyi Péter
Eszenyi Péter (Budapest, 1974. december 1. –)  filmszakember, VFX supervisor, az 1993-ban alapított Warpigs zenekar alapító tagja és énekese.
2008-tól a 720 Creative motion graphics stúdió vezetője és tulajdonosa.
2012-től Londonban él családjával. A Territory Studio nevű cégnél dolgozott 2018-ig, majd saját céget alapított, a Lunarstorm Studio tulajdonosaként VFX Supervisorként dolgozik filmeken, Peter Eszenyi néven szerepel a stáblistákon. 
Számos nagyjátékfilm és sorozat VFX supervisora; a legjelentősebbek a Fekete Galamb (2024), a Tűzgyűrű: Lázadás (2018) és a Renegád Nell (2024).
2006 óta felesége Kiss Bori újságíró, három gyermekük van. Öccse, Eszenyi Gábor a Warpigs dobosa.
Kozma Orsi 2007-ben megjelent Az igazi szerep című nagylemezén is közreműködik.

## Filmjei
- Zero Dark Thirty – A bin Láden hajsza (2012, screen graphics)
- Halálos iramban 6. (2013)
- Ellipse (2013, screen graphics)
- A galaxis őrzői (2014, screen graphics)
- Jack Ryan (2014, screen graphics)
- Ex Machina (2015, screen graphics)
- Miles (2015, motion designer)
- Bosszúállók: Ultron kora (2015, screen graphics)
- A kém (2015, screen graphics)
- Szárnyas fejvadász 2049 (2017, screen graphics)
- Tűzgyűrű: Lázadás (2018, VFX supervisor)
- A Sötét Kristály - Az ellenállás kora (2019, prológus supervisor)
- BP Underground - Rock (2020, önmaga)
- Riválisok (2024, on-set visual effects supervisor)
- Renegád Nell (2024, visual effects supervisor)
- Fekete Galamb (2024, visual effects supervisor)
- Az Amatőr (2025, visual effects konzultáns)